# Micropsectra montana
Micropsectra montana е вид насекомо от разред Двукрили (Diptera), семейство Хирономидни (Chironomidae). Среща се в Непал.